# Douwe van der Meulen
Douwe van der Meulen (Oranjewoud, 14 november 1954) is een Nederlands onderwijzer, puzzelontwerper en schrijver.

## Puzzelontwerper
Na zijn opleiding aan de Rijks Pedagogische Academie in Leeuwarden werkte hij als onderwijzer in Krimpen aan den IJssel en later aan de Van der Huchtscholen in Soest.
Sinds 1982 maakt hij cryptogrammen die wekelijks verschijnen in de Leeuwarder Courant. Als een soort handelsmerk zijn steeds de letters “LC” verwerkt in het diagram van de puzzels.

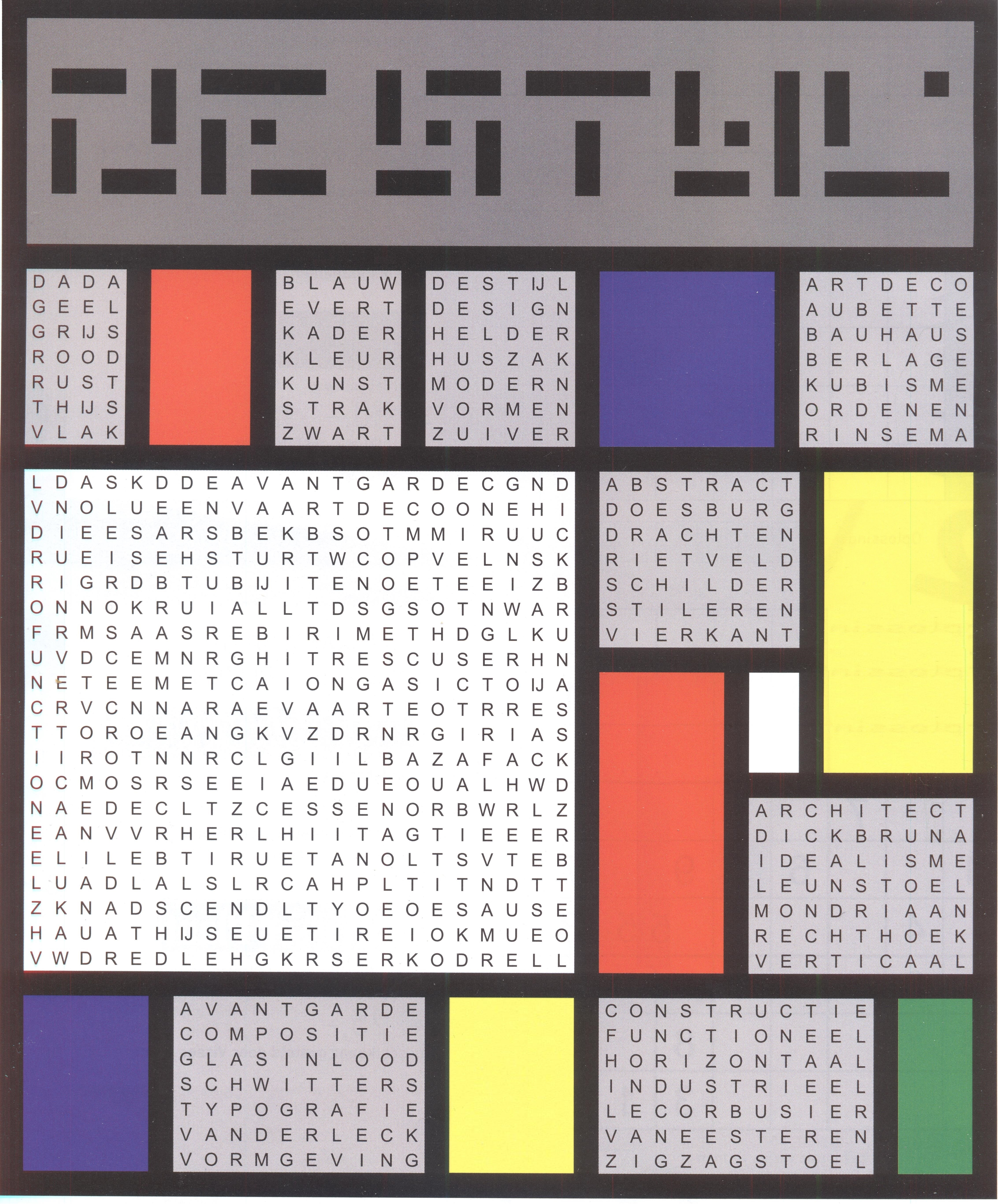
Thema De Stijl

Vanaf 1992 ontwerpt hij maandelijks diverse puzzelsoorten voor het magazine Friesland Post. Deze Nederlandstalige puzzels hebben vaak door hun uiterlijk een Friese link, dan is de puzzel bijvoorbeeld in de vorm van een elfstedenkruisje of het ‘pompeblêd’ uit de Friese vlag. De link kan ook inhoudelijk worden gelegd door thematische puzzels over bijvoorbeeld een Friese gemeente, een uilenbord of een bekend persoon als Foppe de Haan. 
Deze eenheid van vorm en inhoud komt ook naar voren in de puzzels die hij sinds 1992 publiceerde in het magazine van It Fryske Gea. Sinds 1998 maakt hij puzzels voor de magazines van het FNV.
Friese puzzels
Naast Nederlandse cryptogrammen publiceert hij in de Leeuwarder Courant ook Friestalige cryptogrammen en kruiswoordpuzzels. Doordat in het Fries meer diakritische tekens voorkomen dan in het Nederlands wordt het laten kruisen van puzzelwoorden beperkt. Een û mag bijvoorbeeld niet kruisen met een u of ú. Ook het feit dat Friese woorden nooit beginnen met de letters v, c of z maakt het ontwerpen van puzzels lastiger. Ter bevordering van het Fries puzzelen verscheen in 1992 bij de Afûk van zijn hand het Frysk Puzelwurdboek.  Naast synoniemen en voorbeelden bevat dit puzzelwoordenboek woordenlijsten en rubrieken. De inhoud van dit boek verscheen in het jaar 2000 op Cd-rom onder de naam Fryske Puzelensyklopedy.
Twee jaar later verzorgde hij de inhoud van het Friestalige taalspelletje Wurdwiis (op Cd-rom).
Van zijn hand verschenen tevens logigrammen op internet.

## Publicist

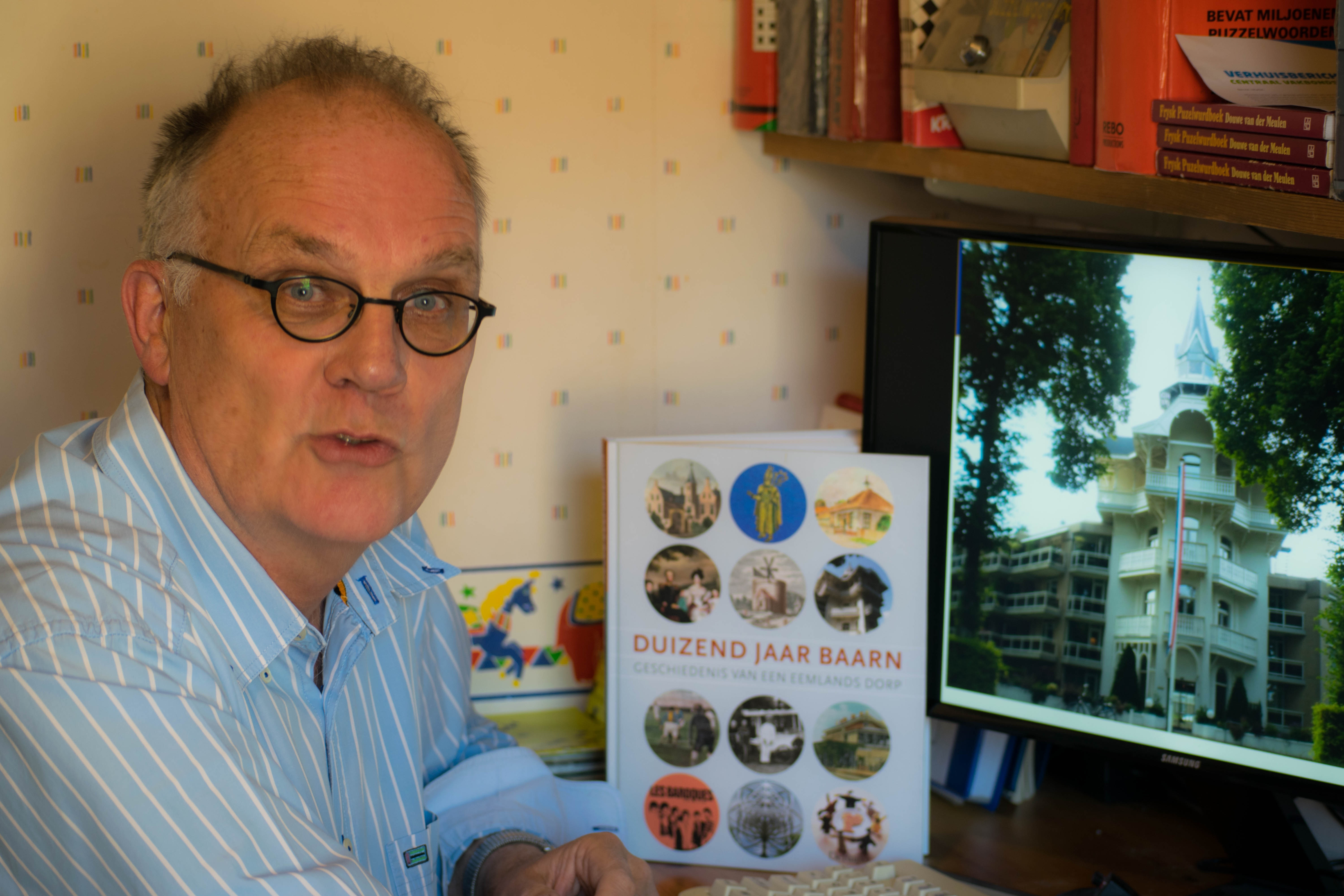
Bezig met historische routes

Voor het onderwijs in de gemeente Soest maakte hij de visuele heemkundige presentatie Sporen tussen Eng en Eem. Zijn presentatie Sporen naar een serredorp vormde de basis voor het jubileumboek van de Historische Kring Baerne. Van der Meulen was als initiatiefnemer en medeauteur tevens redactielid van dit jubileumboek dat in 2014 verscheen als Duizend jaar Baarn - geschiedenis van een Eemlands dorp.In 2024 was hij samen met Frits Booy einddredacteur van het jubileumboek Baarn in de wereld De wereld in Baarn, dat verscheen ter gelegenheid van het vijftigjarig bestaan van de HKB.
In 2015 maakte Van der Meulen de vragen voor de quiz over Baarn die in de zomer van 2015 werd uitgezonden op RTV Baarn.  Voor de Historische Kring Baerne maakte hij in 2015 een tiental thematische wandelroutes.
Vanaf 2016 schrijft hij artikelen voor diverse historische verenigingen in de provincie Utrecht en Het Gooi.

## Bibliografie

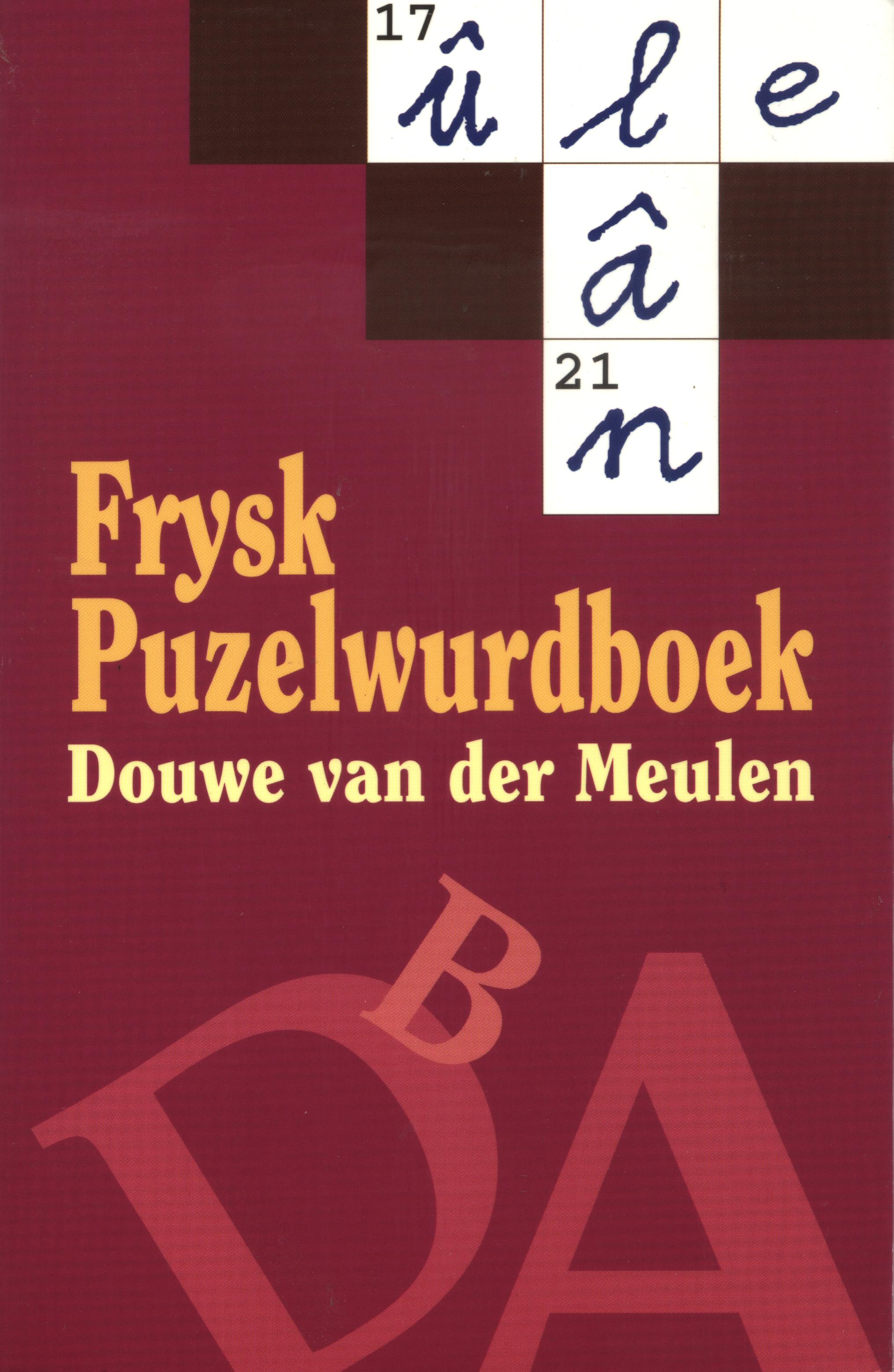
1992

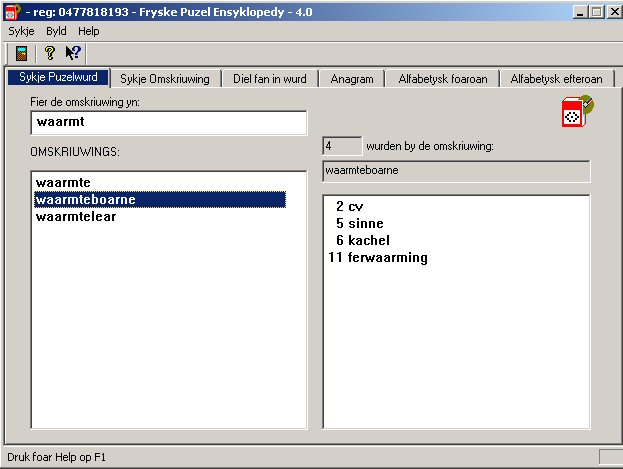
Fryske Puzelensyklopedy